# Atlantique Air Assistance
A Atlantique Air Assistance  é uma pequena companhia aérea regional, sediada em França. Fundada em 1989. está vocacionada para o mercado dos voos charter, realizando também voos em regime de sub-contratação, principalmente para as  grandes companhias aéreas Francesas.

## Breve historial
Fundada no ano de 1989 a Atlantique Air Assistance, possui a sua principal base de operações localizada no Aeroporto de Nantes. Está habilitada pela titularidade de uma licença mundial de exploração aérea e devidamente certificada para o transporte aéreo, pela autoridade de aviação civil Francesa. A companhia está também creditada com o certificado de qualidade ISO 9001 2008, tendo sido a primeira companhia aérea a nível mundial a obter esta certificação.
Em 2006 a Atlantique Air Assistance criou a subsidiária Atlantique Air Lines, destinada a explorar outros nichos de mercado. Mantendo a vocação nos voos charter passou também a oferecer: voos de negócios, sanitários, fretes de carga e voos funerários, abrindo um segundo HUB a partir do aeroporto de Le Bourget em Paris.

## Frota

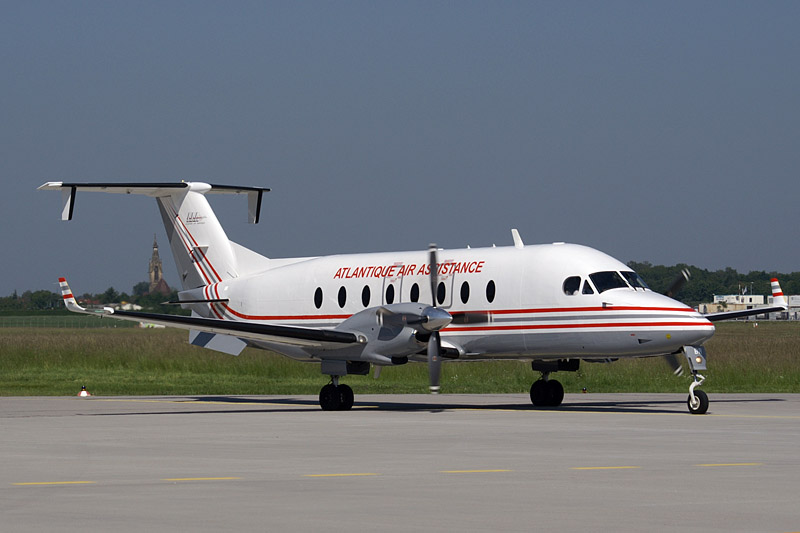
Beechcraft B1900D de Atlantique Air Assistance.

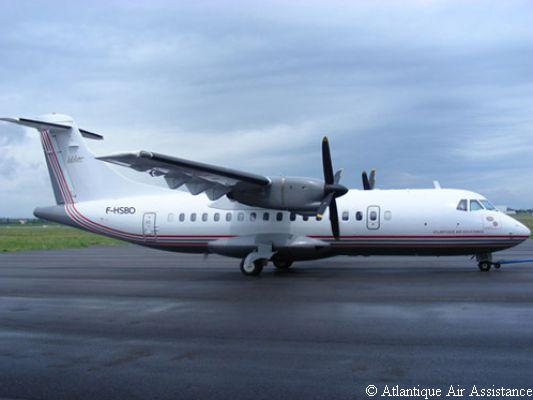
ATR 42 320 de Atlantique Air Assistance.

A frota é composta por cinco aeronaves assim distribuídas:
- 1x Beechcraft 90 atribuído à Atlantique Air Lines
- 1x Beechcraft 1900C atribuído à Atlantique Air Lines
- 1x Beechcraft 1900D atribuído à Atlantique Air Lines
- 1x ATR 42/300 atribuído à Atlantique Air Assistance
- 1x ATR 42/320 atribuído à Atlantique Air Assistance